# کوتوبانک
کوتوبانک (به ژاپنی: コトバンク) یک دانشنامه برخط وابسته به روزنامه آساهی در ژاپن است. این دانشنامه از سال ۲۰۱۳ راه‌اندازی شده‌است.